# Keanin Ayer
Keanin Ayer Boya, född 21 april 2000, är en sydafrikansk fotbollsspelare som spelar för SuperSport United.

## Karriär
Ayer är uppvuxen i Eldorado Park, Sydafrika. Han gick som ung till ghananska Right to Dream Academy. Ayer var med och vann Gothia Cup sommaren 2018.
Den 10 augusti 2018 värvades Ayer av Varbergs BoIS, där han skrev på ett tvåårskontrakt. Ayer gjorde sin Superettan-debut den 27 augusti 2018 i en 4–2-förlust mot Jönköpings Södra. Den 20 januari 2020 förlängde han sitt kontrakt med två år.
I december 2021 värvades Ayer av norska Sandefjord, där han skrev på ett treårskontrakt. I januari 2024 värvades Ayer av danska Næstved. I augusti 2024 skrev han på ett tvåårskontrakt med sydafrikanska SuperSport United.